# 田辺秀明
田辺 秀明（たなべ ひであき、1951年9月 - ）は、日本の工学者。1996年からは群馬大学教授を務めている。専門分野は主に機械・コンピュータ系。

## 来歴・人物
- 1951年9月　東京都で出生。
- 1974年3月　慶應義塾大学工学部機械工学科卒業
- 1982年3月　慶應義塾大学大学院工学研究科機械工学専攻単位取得満期退学 （工学博士）
- 1983年 - 1986年　三井造船玉野研究所研究員
- 1986年 - 1993年　金沢工業大学工学部助教授
- 1993年 - 1996年　金沢工業大学工学部教授
- 1996年- 群馬大学教育学部技術専攻教授

現在は群馬大学教育学部学校教育講座技術専攻教授。長い髭と眼鏡と細長い煙草がトレードマーク。

## 著書・論文

### 論文
- 『衝突拡散方式機関の衝突部が空気流動におよぼす影響（共著）』 日本マリンエンジニアリング学会誌 （学術雑誌、2002年）
- 『壁面上の突起に衝突する非定常噴流の数値解析』　日本マリンエンジニアリング学会誌 （学術雑誌、2003年）
- 『衝突拡散方式ディーゼル機関の小型化への適応性』　日本機械学会論文集 （2003年）

## 委員歴
- 日本機械学会  フェロー
- 圧縮着火燃焼技術の高度化研究会委員
- 日本マリンエンジニアリング学会委員
- メカトロニクス研究委員会委員
- 舶用機関の環境対応技術に関する研究小委員会委員
- 数値シミュレーション研究委員会、査読委員
- 日本航空宇宙学会会員
- 日本ガスタービン学会会員

## 所属学会
- SAE Arch T. Colwell Award
- 日本舶用機関学会
- Peter Manson Prize
- 日本機械学会賞・奨励賞